# Strandfotblomfluga
Strandfotblomfluga (Platycheirus immarginatus) är en tvåvingeart som först beskrevs av Zetterstedt 1849.  Strandfotblomfluga ingår i släktet fotblomflugor, och familjen blomflugor. Arten är reproducerande i Sverige. Inga underarter finns listade i Catalogue of Life.